# Alphonse Harmignie
Alphonse Félix Auguste Harmignie, né le 13 février 1851 à Mons et mort le 21 septembre 1931 à Bruxelles est un homme politique belge, membre du Parti catholique.

## Biographie
Alphonse Harmignie est le fils d'Albert Michel Joseph Harmignie (1812-1869), bâtonnier du barreau de Mons, président de la commission des Hospices de Mons.
Docteur en droit, Harmignie s'inscrit comme avocat au barreau de Mons, dont il devient le bâtonnier. Conseiller communal de Mons (1882-1908), il fut élu député de l'arrondissement de Mons pour le Parti Catholique (1900-21). Il fut vice-président de la Chambre des Représentants de 1904 à 1918.
Il fut ministre des Arts et des Sciences en 1918-19 dans le gouvernement Delacroix I.
Marié à Adèle Lelong, fille de Charles Joseph Lelong et de Julie Gantois, il est le père du bâtonnier Maurice Harmignie.